# Sara Wedlund
Sara Christina Wedlund (* 27. Dezember 1975 in Stockholm; † 11. Juni 2021 ebenda) war eine schwedische Langstreckenläuferin.

## Biografie
Sara Wedlund kam im Stockholmer Stadtteil Vällingby zur Welt und spielte während ihrer Kindheit Fußball. Im Alter von 13 Jahren begann sie mit der Leichtathletik, jedoch erkrankte sie an Magersucht.
Mit 19 Jahren stellte sie 1995 drei nationale Rekorde über 5000 m auf, zuletzt als Neunte bei den Leichtathletik-Weltmeisterschaften in Göteborg mit 15:08,36 min. Zudem gewann Wedlund Silber bei den Crosslauf-Europameisterschaften in Alnwick.
Im Jahr darauf wurde sie nationale Hallenmeisterin über 1500 m und 3000 m und gewann über 3000 m bei den Leichtathletik-Halleneuropameisterschaften in Stockholm Silber mit ihrem dritten Landesrekord von 8:50,32 min. Danach wurde sie schwedische Meisterin im Crosslauf und über 5000 m. Bei den Olympischen Spielen in Atlanta wurde sie Elfte über 5000 m, und bei den Crosslauf-Europameisterschaften in Charleroi gewann sie Gold, nachdem die erstplatzierte Rumänin Iulia Negură wegen Dopings disqualifiziert worden war.
Eine Reihe von Verletzungen und die Auswirkungen der nicht vollständig überwundenen Magersucht, derentwegen sie als Jugendliche schon stationär behandelt worden war, verhinderten in der Folge eine dauerhafte Rückkehr ins Wettkampfgeschehen.
Wedlund starb im Juni 2021 im Alter von 45 Jahren.

## Persönliche Bestzeiten
- 1500 m: 4:15,48 min, 23. Juli 1995, Sollentuna
  - Halle: 4:22,2 min, 9. März 1996, Stockholm
- 2000 m: 5:52,22 min, 2. September 1995, Stockholm (aktueller schwedischer Rekord)
- 3000 m: 8:48,87 min, 29. Juni 1996, Bergen (aktueller schwedischer Rekord)
  - Halle: 8:50,32 min, 9. März 1996, Stockholm (aktueller schwedischer Rekord)
- 5000 m: 15:06,90 min, 8. Juli 1996, Stockholm (aktueller schwedischer Rekord)
  - Halle: 15:06,49 min, 25. Februar 1996, Stockholm (aktueller schwedischer Rekord)